# Gino Ciolini
Gino Ciolini (Montemurlo, 19 ottobre 1919 – Borgo a Buggiano, 14 marzo 2005) è stato un teologo italiano.
Laureatosi in teologia dommatica presso la Pontificia Università Gregoriana, nel 1942 fu ordinato sacerdote.

## Biografia
Nacque a Montemurlo (oggi in provincia di Prato) il 19 ottobre 1919, secondo di tre figli di Giovanni, amministratore di terre della famiglia Strozzi, e di Liduina, casalinga.
Dopo aver frequentato presso il collegio Cicognini di Prato i primi anni del Ginnasio, entrò in seminario a Pistoia, dove ebbe compagno il futuro cardinale di Firenze, Giovanni Benelli. Si trasferì poi nel convento agostiniano di Borgo a Buggiano e da lì a Firenze. A 17 anni emise la prima professione di voti religiosi come agostiniano. Inviato a Roma si laureò in teologia dommatica presso la Pontificia Università Gregoriana.
Il 12 luglio 1942 fu ordinato sacerdote e quindi assegnato al Convento di Santo Spirito a Firenze, dove ricoprì  varie volte la carica di Priore e Provinciale della Toscana, e dove rimase fin quasi alla vigilia della sua morte avvenuta nel convento di Borgo a Buggiano il 14 marzo 2005. I solenni funerali furono celebrati nella Basilica di Santo Spirito dal Vescovo Ausiliare Claudio Maniago alla presenza del gonfalone del Comune di Firenze. 
Ha insegnato al Liceo Classico Michelangiolo, al Seminario Maggiore di Firenze e all'Augustinianum di Roma.

## Convegni di Santo Spirito
Nel 1979 riprese, ispirandosi all'agostiniano del Trecento Luigi Marsili, i Convegni di Santo Spirito con l'intento di ricreare quel clima da cui era nato l'Umanesimo fiorentino, aprendo il chiostro  al dialogo e al confronto. Figure eminenti del pensiero laico e cristiano si avvicendarono nei 24 anni di incontri mensili nel convento di Santo Spirito.
Marco Vannini afferma "Si può dire che nella Firenze religiosa della seconda metà del XX sec. abbia rappresentato il ruolo dell'intelligenza che ricerca, della fede che si nutre della ragione e della ragione che si nutre della fede" e Massimo Cacciari, suo grande amico, testimonia che era un vero maestro di vita che sapeva ascoltare e comprendere l'altro. Mons. Bruno Forte scrive: "mi è restata nel cuore la sua testimonianza di amore alla Verità da lui percepita -in totale sintonia con il suo Agostino- come bellezza infinita"..
I Convegni di Santo Spirito sono stati uno dei punti di riferimento per la cultura laica e cattolica italiana della fine del XX secolo. In segno di riconoscimento per il suo contributo al confronto culturale, il Comune di Firenze nel 1995 gli assegnò la sua più alta onorificenza: il Fiorino d'oro. 
A testimonianza della importanza e attualità delle tematiche trattate rimangono 16 volumi della collana Convegni di Santo Spirito (Edizioni Augustinus e poi Città Nuova) da Ciolini fondata, curata e diretta.

## Scritti di Ciolini
- Agostino da Roma (Favaroni+1443) e la sua Cristologia, Tip. Bruno Coppini, Firenze 1944
- Scrittori spirituali agostiniani dei secoli XIV e XV in Italia, Analecta Augustiniana, Roma 1959 (Estratto da Sanctus Augustinus, vitae spiritualis magister pp.339-387)
- Dire Dio, in Euntes Docete.Commentaria Urbaniana, Roma 1982
- Agostino nella cultura occidentale, in AA.VV., Agostino e Lutero. Il tormento per l'uomo, Ed. Augustinus, Palermo 1985, pp.93-122
- Conversioni e Weltanschauungen, in AA.VV., Conversione e storia, Ed .Augustinus, Palermo 1987, pp11-24.
- Il caso serio "Ma voi chi dite che io sia?", in AA.VV., Cristo nel pensiero contemporaneo, Ed. Augustinus, Palermo 1988, pp.11-30
- Il problema della mistica in Agostino, in AA.VV., Alle radici della mistica cristiana, Ed. Augustinus, Palermo 1989, pp.85-102
- EGO EIMI to ALFA kai to OMEGA in AA.VV., Attualità dell'Apocalisse, Ed Augustinus Palermo 1992, pp.85-114
- Il convento di S.Spirito e l'Umanesimo fiorentino in V.Grossi, l.Marin, G.Ciolini, Gli Agostiniani. Radici, storia, prospettive, Ed .Augustinus, Palermo 1993, pp.215-239
- I percorsi della fede nella condizione umana in AA.VV. I percorsi della fede, Città Nuova, Roma 1999, pp-81-102
- Civitas Dei peregrinans, Città Nuova, Roma 2001.

## Relatori e tematiche dei Convegni
- 1979\80 - G.Ciolini, Il laico nel Vaticano II
- 1980\81 - C.Vasoli, L.Lombardi Vallauri, P.F. Mannaioni, P.Miccoli, S.Sini, G.Ciolini, Problemi della società contemporanea
- 1981\82 - S.Moravia, M.Adriani, G.Azzolina, G.Ciolini, G.Saviane, Aspetti dell'Umanesimo del Novecento
- 1982\83 - F.Pacini, E.Ferroni, A.Gargani, G.Bani, P.Rossi, T.Arecchi, G.Ciolini, L'uomo e la scienza nel Novecento
- 1983\84 - A.Trapé, V.Grossi, M.Wernicke, G.Pani, P.Ricca, B.Ulianich, G.Ciolini, Agostino e Lutero. Il tormento per l'uomo

Dall'anno 1983 inizia la pubblicazione della collana Convegni di S.Spirito, Ed .Augustinus, Palermo \ Città Nuova, Roma
- 1984\85 - A.Gargani, S.Moravia, M.Adriani, N.Matteucci, G.Pampaloni, S.Piovanelli, L'Occidente ha ancora valori da proporre?
- 1985\86 - G.Ciolini, P.Grech, M.G.Mara, A.Bausola, S.Givone, M.Cacciari, G.Gaeta, Conversione e storia
- 1986\87 - G.Ciolini, F.Biasutti, S.Givone, M.Vannini, P.Miccoli, B.Forte, Cristo nel pensiero contemporaneo
- 1987\88 - P.Grech, M.Vannini, G.Moretti, V.Vitiello, P.Bettiolo, G.Ciolini, M.Cacciari, Alle radici della Mistica Cristiana
- 1988\89 - M.Piantelli, K.England, G.Bertuccioli, L.Caro, S.Noja, B.Forte, M.Cacciari, La spiritualità delle grandi religioni
- 1989\90 - F.Bertola, B.G.Boschi, M.Vannini, S.Moravia, M.Cacciari, M.Luzi, B.Korosak, Sulle cose prime ed ultime
- 1990\91 - E.Lupieri, F.Cardini, L.Caro, S.Givone, M.Baldini, G.Ciolini, Attualità dell'Apocalisse
- 1991\92 - R.Bodei, M.Vannini, G.Penzo, S.Moravia, P.De Marco, M.Baldini, S.Cotta, Exodus. Congedi dal II millennio I
- 1992\1993 - M.Adriani, R.Fabris, R.Gibellini, L.Lombardi Vallauri, M.Cacciari, M.Vannini, B.Forte Exodus II
- 1993\94 - E.Berti, B.Petrà, S.Givone, A.Scattigno, M.Piantelli, M.Vannini, Exodus III
- 1994\95 - G.Saviane, C.Vasoli, S.Moravia, M.Adriani, N.Cipriani, M.Cacciari, B.Forte, Costruire la speranza
- 1995\1996 - M.Adriani, R.Bodei, L.Alici, B.Forte, S.Givone, V.Vitiello, B.Marconcini, La città di Dio nel tempo. Homo viator
- 1996\97 - M.Vannini, S.Moravia, A.Gargani, G.Gaeta, S.Zavoli, S.Givone, Il ritorno di Dio
- 1997\98 - P.Grech, M.Vannini, M.Cacciari, S.Givone, I.Valent, G.Ciolini, I percorsi della fede
- 1998\99 - S.Moravia, M.Piantelli, R.Bodei, M.Cassano, P.Sequeri, M.Cacciari, Sull'identità
- 1999\2000 - G.Ciolini Civitas Dei peregrinans

Non furono pubblicati i cicli: 
- 2001 Sulla Trinità (Conferenze di G.Ciolini)
- 2001\2002; L'ombra della storia (G.Vattimo, M.Cacciari, S.Givone, R.de Monticelli, R.Bodei, G.Fozzer, F.Cardini, G.Carocci, M.Guzzi)
- 2002\2003 Pensare al femminile (L.Boella, R.Copioli, E.Pulcini, V.Franco, F.Bacchiega, B.Petrà, R.de Monticelli, M.Cacciari)

Il libro La fede pensata. Padre Ciolini nella Chiesa fiorentina a cura di Marco Vannini, raccoglie importanti testimonianze e alcuni scritti e omelie significative di Ciolini.